# Justin Théodore Coucourt
Justin Theodore Coucourt, né le 23 février 1763 à La Haye (Pays-Bas), mort le 25 août 1839, est un général Hollandais du Premier Empire.

## États de service
Il entre en service en 1787 comme lieutenant au régiment de Starkenbach. Le 22 août 1792, il rejoint l’armée française comme quartier-maitre-trésorier d'artillerie à la Légion Franche Étrangère. 
Le 8 juillet 1795, il est promu capitaine, il est capitaine adjudant-major le 1er juillet 1805, et le 15 février 1807, il est affecté au 2e régiment de fusiliers de la garde. Il est fait chevalier de l’Ordre de l'Union le 17 mars 1808.
Le 25 août 1809, il est major du régiment de grenadiers de la garde royale hollandaise. Le 29 avril 1810, il est affecté au 3e régiment de grenadiers de garde à pied. Il est fait chevalier de la Légion d’honneur le 25 avril 1812 et chevalier de l’ordre de la réunion le 27 février 1813. le 8 mars 1813, il est nommé major au 7e régiment de tirailleurs de la Garde impériale, il est blessé à la bataille de Lützen le 2 mai 1813.
Il est promu général de brigade le 5 mai 1813, et il est fait baron de l’Empire le 12 janvier 1814.
Il donne sa démission le 4 juin 1814.

## Sources
- http://www.napoleon-series.org/military/organization/frenchguard/c_guardinf2.html#Coucourt
- Thierry Pouliquen, « Les généraux français et étrangers ayant servis [sic] dans la Grande Armée » (consulté le 1er août 2013)
- « La noblesse d’Empire » (consulté le 9 mars 2016)
- « Cote LH/602/104 », base Léonore, ministère français de la Culture